# Bergepanzer

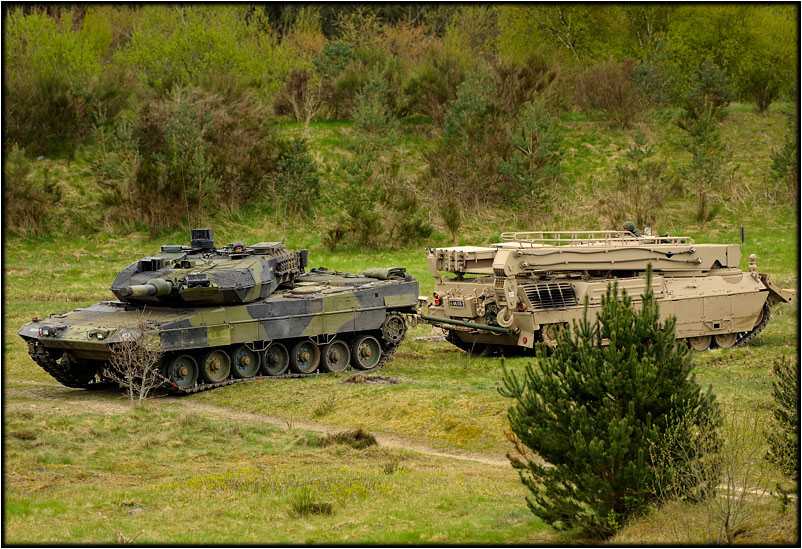
Bergepanzer Wisent schleppt einen Leopard 2A5DK ab

Ein Bergepanzer, in der Schweiz auch Entpannungspanzer, ist ein gepanzertes Kettenfahrzeug, das zum Bergen und Abschleppen von schwerem Gerät verwendet wird.

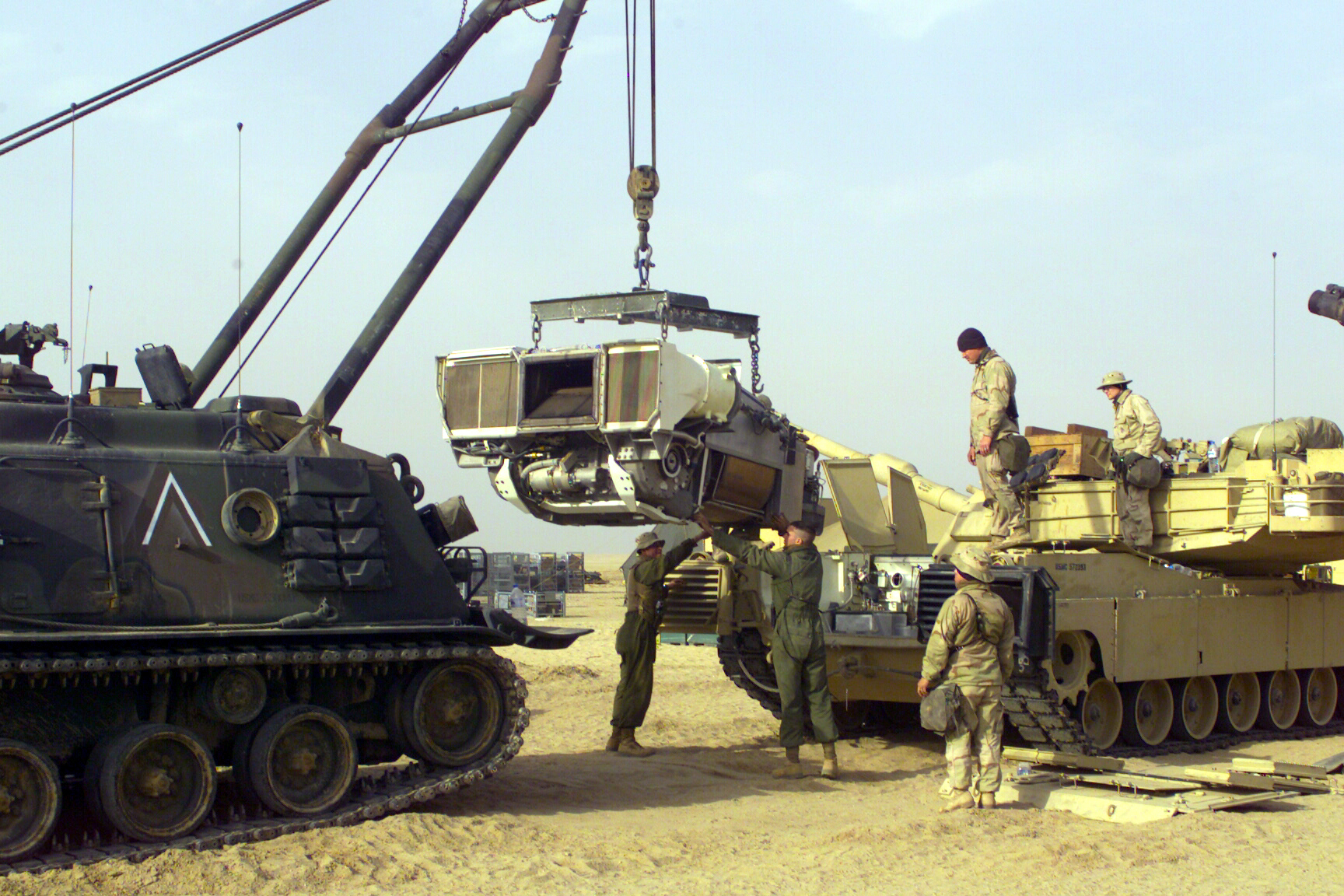
Motor wird aus einem M1 Abrams gehoben

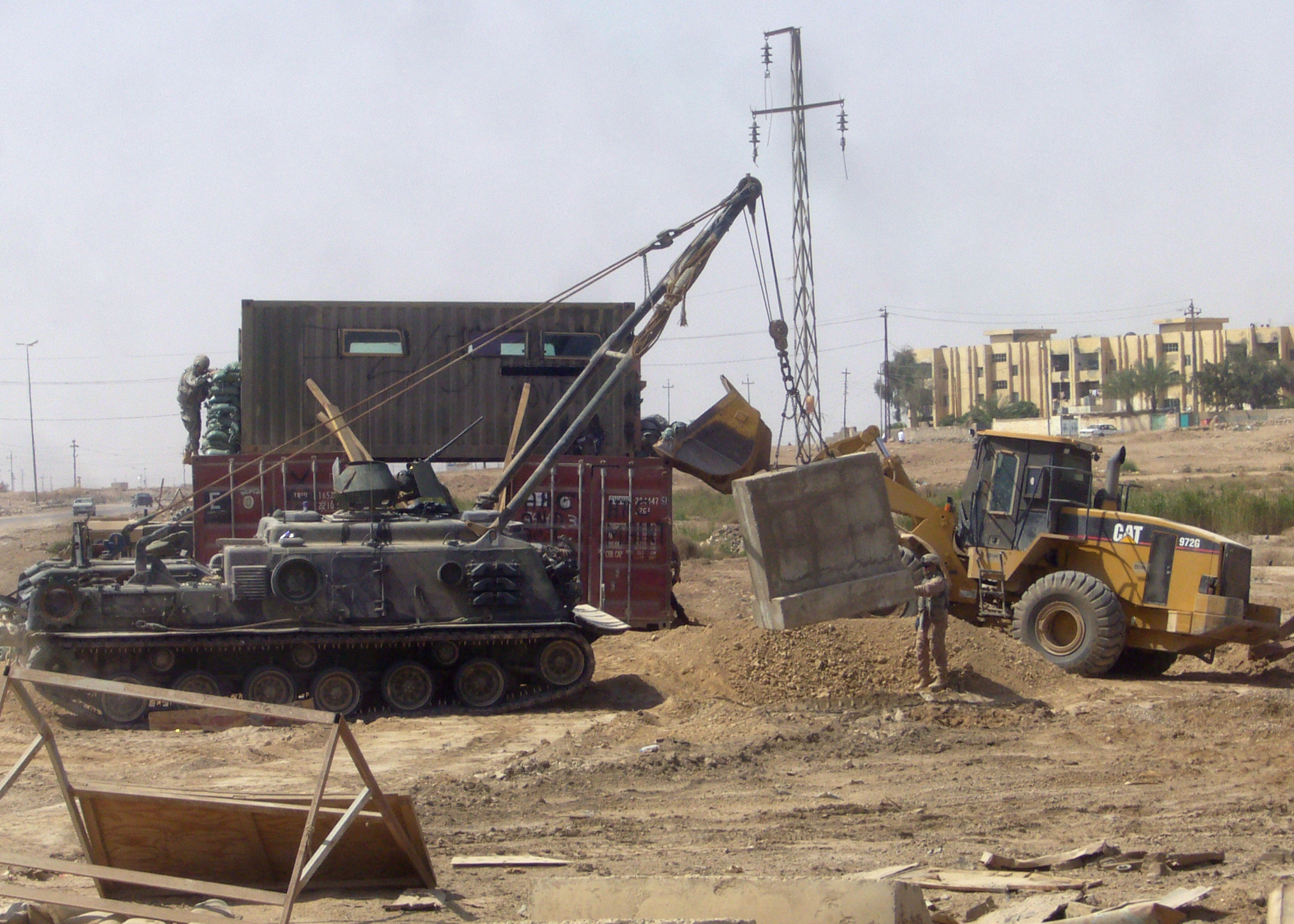
M88 Recovery Vehicle beim Versetzen von Betonfertigteilen

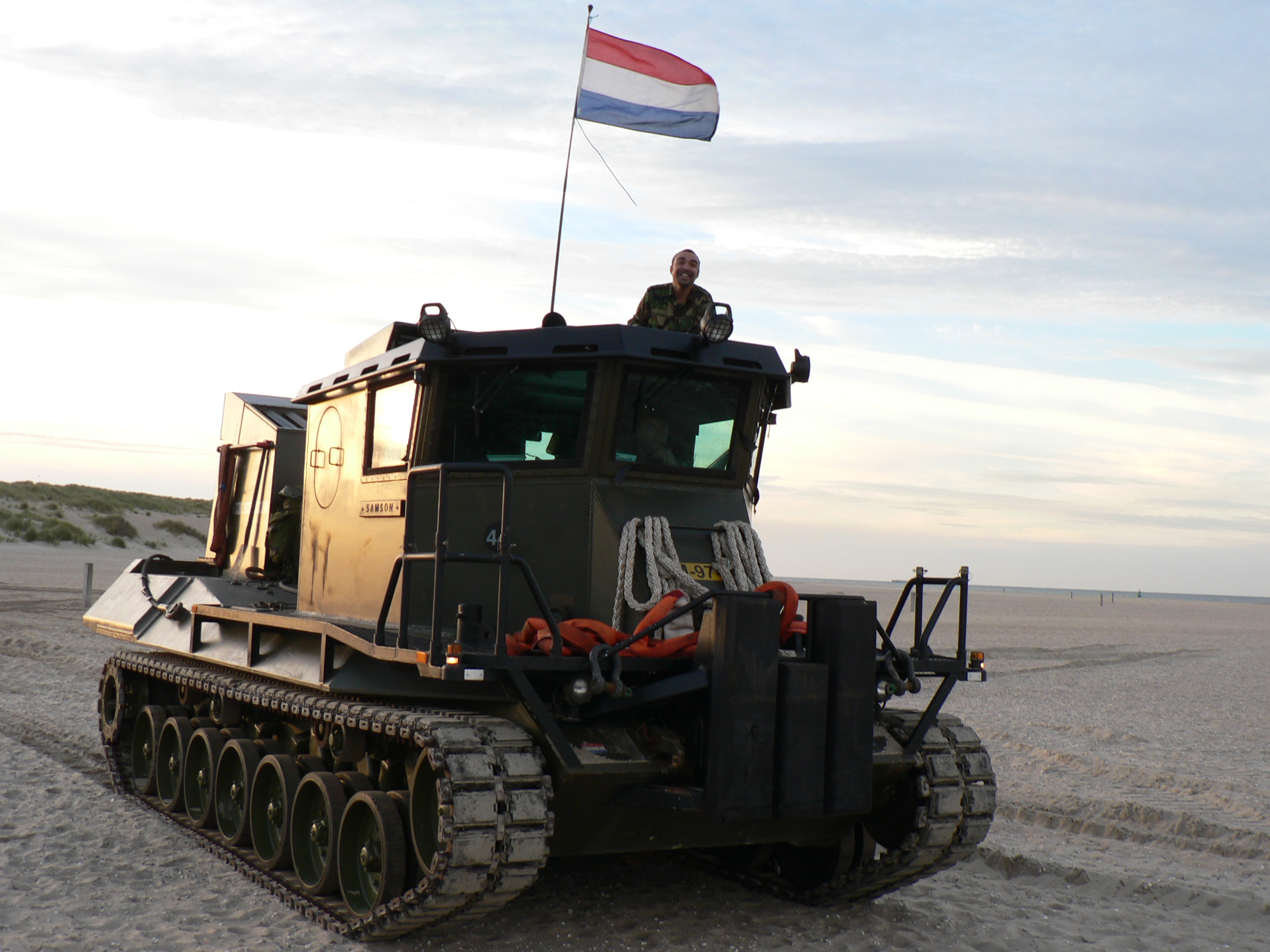
Niederländisches Beach Armoured Recovery Vehicle (BARV) Samson auf Leopard-1-Basis

Diese Art von Panzer wird im Gefechtsfeld verwendet, um zerstörte oder beschädigte Panzer und LKW zu bergen. Um diese Aufgaben durchführen zu können, sind an Bergepanzern verschiedene Vorrichtungen wie zum Beispiel Seilwinden, Hebegeräte und Kräne angebracht. Des Weiteren werden verschiedene Werkzeuge bis hin zu Schneid- und Schweißanlagen mitgeführt, um kleinere Beschädigungen beheben zu können. Meist ist auch ein Räum- und Stützschild vorhanden.

## Beispiele
- M74 (USA)
- M578 (USA)
- Bergepanzer 1 M88 (USA)
- Bergepanzer 2 (Bundesrepublik Deutschland)
- Bergepanzer 3 Büffel (Bundesrepublik Deutschland)
- Bergepanther (Deutsches Reich)
- Bergepanzer III (Deutsches Reich; entstanden aus Umbauten)
- Bergetiger (Deutsches Reich; entstanden aus Umbauten)
- BTS-4A, T-44 Chassis, (Sowjetunion)
- BTS-2, T-54 Chassis (Sowjetunion)
- T-55T sowie T-55TK (NVA der DDR) bzw. VT-55A (Tschechoslowakei), T-55 Chassis
- BREM-1, T-72 Chassis (Sowjetunion, Russland)[1][2]
- BREM-2, BMP-1 Chassis (Sowjetunion, Russland)[3][4]
- BREM-L Beglianka, BMP-3 Chassis (Sowjetunion, Russland)[5][6][7]
- BREM-K, BTR-80 Chassis (Sowjetunion, Russland)[8][9]
- BREM-80U, T-80U Chassis (Sowjetunion, Russland)[10][11][12]
- T-16 / Armata ARV / BREM-T, Armata Chassis (Russland)[13]
- BREM-84 Atlet, T-80UD Chassis (Ukraine)[14][15]
- Challenger ARRV, Armoured Repair and Recovery Vehicle-Version des Challenger-1-Panzers (Großbritannien)
- Char de Dépannage DNG/DCL (Frankreich)
- Monjed (Jordanien)
- Entpannungspanzer 56, auf Basis des britischen Centurion Mark II (Schweiz)
- Entpannungspanzer 65 (Schweiz)
- Greif (Österreich)
- M88A2 HERCULES (USA)
- Bergepanzer Wisent (In Leistung und Panzerung verbesserte Variante des Bergepanzer 2. Der Nachfolger Wisent 2 nutzt das Leopard-2-Fahrgestell)
- WPT-TOPAS (Polen/Tschechoslowakei)
- WZT-1 (Polen)
- WZT-2 (Polen)
- WZT-3 (Polen)
- WZT-4 (Polen)
- AAVR-7A1 (USA, Variante des amphibischen Truppentransporters AAVP7A1)
- Typ 653 (VR China)